# Efeito de lótus

Imagem gerada por computador do efeito de lótus com duas gotas de água assentes sobre microestruturas

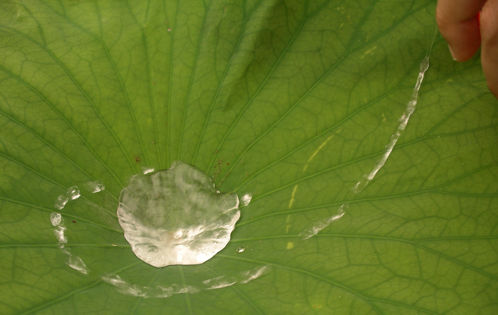
Água a escoar à superfície de uma flor de lótus

O efeito de lótus é um fenômeno de superhidrofobia causado por uma rugosidade nanométrica. O seu nome provém do lótus (Nelumbo sp), cujas folhas apresentam esta característica. O efeito de lótus confere à superfície uma repulsa da água com capacidades de limpeza, pois a água quando em contacto arrasta consigo partículas.
Outras plantas, como as folhas de Tropaeolum, de couve, de Phragmites, de (Colocasia esculenta) e de Verbascum thapsus, e certos animais como os patos, em particular nas suas penas, e muitos insetos têm a mesma característica. A capacidade de auto-limpeza das superfícies hidrófobas de estrutura microscópica foi descoberta na década de 1970 e a sua aplicação a produtos biomiméticos deu-se em meados da década de 1990.